# Élections législatives danoises de 1973
Les élections législatives danoises de 1973 ont eu lieu le 4 décembre 1973.

## Contexte
À la suite des élections précédentes, le social-démocrate Jens Otto Krag, redevient Premier ministre à la tête d'un gouvernement minoritaire ne rassemblant que des membres de son parti. À la suite de sa démission en 1972, il est remplacé par Anker Jørgensen, également à la tête d'un gouvernement minoritaire. Ces élections se tiennent deux ans avant la fin du mandat des députés.

## Système électoral
Les 179 députés du Folketing sont élus au suffrage universel direct pour un mandat de quatre ans via un système électoral mixte associant un scrutin proportionnel plurinominal dans le cadre de circonscriptions associé à une répartition par compensation.
Les 179 députés sont répartis comme suit, :
- 175 pour le Danemark propre ;
- 2 pour les Îles Féroé ;
- 2 pour le Groenland.

## Résultats

### Danemark métropolitain
| Inscrits                     | Inscrits                 | Inscrits                 | 3 461 390 |             |                       |                       |
| Abstentions                  | Abstentions              | Abstentions              | 391 137   | 11,3 %      |                       |                       |
| Votants                      | Votants                  | Votants                  | 3 070 253 | 88,7 %      |                       |                       |
|                              |                          |                          |           |             |                       |                       |
| Bulletins enregistrés        | Bulletins enregistrés    | Bulletins enregistrés    | 3 070 253 |             |                       |                       |
| Bulletins blancs ou nuls     | Bulletins blancs ou nuls | Bulletins blancs ou nuls | 17 050    | 0,56 %      |                       |                       |
| Suffrages exprimés           | Suffrages exprimés       | Suffrages exprimés       | 3 053 203 | 99,44 %     | 175 sièges à pourvoir | 175 sièges à pourvoir |
|                              |                          |                          |           |             |                       |                       |
| Liste                        | Tête de liste            |                          | Suffrages | Pourcentage | Sièges acquis         | Var.                  |
| Social-démocratie            | Anker Jørgensen          |                          | 783 145   | 25,65 %     | 46 / 175              | -24                   |
| Parti du progrès             | Mogens Glistrup          |                          | 485 289   | 15,89 %     | 28 / 175              | n/a                   |
| Venstre                      | Poul Hartling            |                          | 374 283   | 12,26 %     | 22 / 175              | -8                    |
| Parti social-libéral danois  | Hilmar Baunsgaard        |                          | 343 117   | 11,24 %     | 20 / 175              | -7                    |
| Parti populaire conservateur | Erik Ninn-Hansen         |                          | 279 391   | 9,15 %      | 16 / 175              | -15                   |
| Démocrates du centre         | Erhard Jakobsen          |                          | 236 784   | 7,76 %      | 14 / 175              | n/a                   |
| Parti populaire socialiste   | Sigurd Ømann             |                          | 183 522   | 6,01 %      | 11 / 175              | -6                    |
| Chrétiens démocrates         | Jacob Christensen        |                          | 123 573   | 4,05 %      | 7 / 175               | +7                    |
| Parti communiste du Danemark | Knud Jespersen           |                          | 110 715   | 3,63 %      | 6 / 175               | +6                    |
| Parti de la justice          | Direction collégiale     |                          | 87 904    | 2,88 %      | 5 / 175               | +5                    |
| Socialistes de gauche        | Direction collégiale     |                          | 44 843    | 1,47 %      | 0 / 175               | =                     |
| Indépendants                 | Néant                    |                          | 637       | 0,02 %      | 0 / 175               | =                     |

### Féroé
| Inscrits                    | Inscrits                 | Inscrits                 | 24 243    |             |                     |                     |
| Abstentions                 | Abstentions              | Abstentions              | 11 006    | 45,4 %      |                     |                     |
| Votants                     | Votants                  | Votants                  | 13 237    | 54,6 %      |                     |                     |
|                             |                          |                          |           |             |                     |                     |
| Bulletins enregistrés       | Bulletins enregistrés    | Bulletins enregistrés    | 13 237    |             |                     |                     |
| Bulletins blancs ou nuls    | Bulletins blancs ou nuls | Bulletins blancs ou nuls | 47        | 0,36 %      |                     |                     |
| Suffrages exprimés          | Suffrages exprimés       | Suffrages exprimés       | 13 190    | 99,64 %     | 2 sièges à pourvoir | 2 sièges à pourvoir |
|                             |                          |                          |           |             |                     |                     |
| Liste                       | Tête de liste            |                          | Suffrages | Pourcentage | Sièges acquis       | Var.                |
| Parti social-démocrate      | Johan Nielsen            |                          | 3 772     | 28,6 %      | 1 / 2               | =                   |
| Tjóðveldi                   | Erlendur Patursson       |                          | 3 312     | 25,11 %     | 1 / 2               | n/a                 |
| Parti du peuple             | Néant                    |                          | 2 690     | 20,39 %     | 0 / 2               | -1                  |
| Parti de l'union            | Néant                    |                          | 2 533     | 19,2 %      | 0 / 2               | =                   |
| Parti de l'autogouvernement | Néant                    |                          | 553       | 4,19 %      | 0 / 2               | =                   |
| Parti du progrès            | Néant                    |                          | 258       | 1,96 %      | 0 / 2               | =                   |
| Indépendants                | Néant                    |                          | 72        | 0,55 %      | 0 / 2               | =                   |